# ホセ・カルロス・ラミレス・スアレス
ホセ・カルロス・ラミレス・スアレス（José Carlos Ramírez Suárez、1996年5月10日 - ）は、スペイン・アンダルシア州パラダス出身のサッカー選手。サン・フェルナンドCD所属。ポジションはDF。

## クラブ経歴
アンダルシア州のパラダスに生まれ、2004年にレアル・ベティスのカンテラに入団した。2016年4月4日、クラブと2019年までのプロ契約を結び、同年11月29日、コパ・デル・レイのデポルティーボ・ラ・コルーニャ戦にてトップチームデビューを果たした。ラ・リーガデビューは、2016年12月4日のセルタ・デ・ビーゴとの試合である。
2017年7月8日、セグンダ・ディビシオンに昇格したロルカFCに1シーズンの契約でレンタル移籍をした。2018年1月31日、ロルカFCへのレンタルを打ち切って、2017-18シーズンの後半はCDルーゴへレンタル移籍。
2020年8月4日、フリーでADアルコルコンへ移籍し、2年契約を結んだ。